# Clavatospora longibrachiata
Clavatospora longibrachiata är en svampart som först beskrevs av Ingold, och fick sitt nu gällande namn av Sv. Nilsson ex Marvanová & Sv. Nilsson 1971. Clavatospora longibrachiata ingår i släktet Clavatospora och familjen Halosphaeriaceae.   Inga underarter finns listade i Catalogue of Life.